# 三原三左衛門
三原 三左衛門（みはら さんざえもん、生没年不詳）は戦国時代の武士。名は石原三郎左衛門とも伝わる。

## 概要
永禄5年（1562年）2月、松平元康の上之郷城攻めの際、物頭を務めた 。上之郷城は要害の地に位置し力攻めは多くの損害を招くとして甲賀衆を使って攻めることを松平康親に進言した 。